# 연애공식 구하리
《연애공식 구하리》는 투니버스에서 제작한 대한민국의 웹드라마로, 신비아파트 시리즈의 외전격 작품이다.

## 출연자
- 박지예 – 구하리 역
- 현준 - 최강림 역
- 김도민 – 김태형 역
- 배규리 – 신채린 역
- 송지현 – 임별 역
- 김범수 – 장도윤 역
- 윤병훈 – 하민현 역
- 이슬 - 최은서 역

## 방영 목록
| 회차 | 제목                                      | 방송 날짜 (투니버스) |
| ---- | ----------------------------------------- | -------------------- |
| 1회  | 구하리, 카페 레드썸 알바생 되다!          | 2020년 1월 17일      |
| 2회  | 이상형에게 완벽한 인상 남기는 방법!       | 2020년 1월 24일      |
| 3회  | 눈치없는 남친에게 심쿵하는 순간           | 2020년 1월 31일      |
| 4회  | 내가 연애를 못하는 진짜 이유              | 2020년 2월 7일       |
| 5회  | 남친이 아이돌 연습생일 때 생기는 일       | 2020년 2월 14일      |
| 6회  | 승부욕이 연애에 미치는 영향               | 2020년 2월 21일      |
| 7회  | 남자친구의 바람현장을 본 것 같다          | 2020년 2월 28일      |
| 8회  | 오늘부터 1일? 챙겨주고 싶은 사람이 생겼다 | 2020년 3월 6일       |
| 9회  | 여자가 헤어짐을 결심하는 순간             | 2020년 3월 13일      |
| 10회 | 연습실에 들리는 이상한 소문               | 2020년 3월 14일      |
| 11회 | 하리에게 다가오는 검은 그림자             | 2020년 3월 27일      |
| 12회 | 밝혀지는 사건의 진실                      | 2020년 4월 3일       |